# Gareth Llewellyn
Gareth Llewellyn (Cardiff, 27 febbraio 1969) è un rugbista a 15 gallese che gioca da seconda linea.
Llewellyn ha cominciato la sua carriera nel Llanharan RFC e in seguito si è trasferito in club di primo piano come Neath RFC, Harlequins, Ospreys, Narbonne e, dal 2005-06, Bristol in cui milita tuttora.
Ha fatto il suo debutto con il Galles il 4 novembre 1989 contro la Nuova Zelanda e in totale ha all'attivo 92 presenze, che gli hanno permesso di superare il 12 giugno 2004 contro l'Argentina il precedente record di 87 detenuto da Neil Jenkins. In seguito il suo record di presenze per la nazionale è stato superato da Gareth Thomas, attuale detentore, e Colin Charvis. Llewellyn rimane comunque la seconda linea con più caps. È stato inoltre capitano del Galles per 7 volte e ha preso parte a tre Coppe del Mondo (1995, 1999, 2003), giocando partite internazionali in tre decenni differenti e sotto otto coach diversi. Nel 2004 ha annunciato il suo ritiro dalla nazionale, disputando il 20 novembre 2004 l'ultimo match contro la Nuova Zelanda.
Con la nazionale ha vinto il Cinque Nazioni 1994.
Llewellyn è stato soprannominato "The Master" dai propri tifosi per via della sua longevità e del suo grande rendimento durante un periodo di quasi vent'anni.
Dall'inizio della stagione 2008/2009 ricopre il ruolo di giocatore/allenatore nel club della prima divisione gallese Tonmawr RFC.